# Tancred de Hauteville
Tancred de Hauteville (n. 980 – d. 1041) a fost un senior normand minor, despre care se au doar puține informații. Importanța rezultă integral de pe urma realizărilor numeroșilor săi fii și ale descendenților acestora, Tancred menținându-se la nivelul de nobil minor din apropiere de Coutances în regiunea peninsulei Cotentin, din Normandia. 
Au apărut diferite legende referitoare la persoana sa, care însă sunt lipsite de orice evidență istorică.
Pentru numeroasa familie întemeiată de Tancred de Hauteville, a se vedea Dinastia Hauteville.
1. 1 2 3 4 5 6 7  The Peerage